# Andrzej Cybula
Andrzej Cybula (ur. 1960) – polski koszykarz występujący na pozycji obrońcy.

## Osiągnięcia
Klubowe
- Wicemistrz Polski (1984)
- Finalista pucharu Polski (1983)